# 川口雅幸
川口 雅幸（かわぐち まさゆき、1971年 - ）は、日本の小説家。岩手県出身。2004年から自身のホームページで連載していた作品が人気を呼び、2006年にアルファポリスから『虹色ほたる 〜永遠の夏休み〜』でデビュー、2012年にアニメ映画化された。また2011年3月11日の東日本大震災で、自身と家族は無事だったものの経営していた時計宝飾店と自宅マンションを全壊する被害に遭っている。

## 作品一覧
- 虹色ほたる 永遠の夏休み
  - 2007年7月、アルファポリス、ISBN 978-4434108716
  - 2010年7月、（上）アルファポリス文庫、ISBN 978-4434145896
  - 2010年7月、（下）アルファポリス文庫、ISBN 978-4434145902
  - 2012年3月、（軽装版）アルファポリス、ISBN 978-4434165139
  - 2012年5月、（コミックス）あさひ まどか(画), 川口 雅幸(原作)  アルファポリスコミックス、ISBN 978-4434166549
  - 2024年7月、（上）アルファポリスきずな文庫、ISBN 978-4434341618
  - 2024年7月、（下）アルファポリスきずな文庫、ISBN 978-4434341625

- からくり夢時計 DREAM∞CLOCKS
  - 2008年10月、アルファポリス、ISBN 978-4434123894
  - 2010年11月、（上）アルファポリス文庫、ISBN 978-4434150128
  - 2010年11月、（下）アルファポリス文庫、ISBN 978-4434150135
  - 2012年11月、（軽装版）アルファポリス、ISBN 978-4434173813
  - 2024年12月、（上）アルファポリスきずな文庫、ISBN 978-4434349669
  - 2024年12月、（下）アルファポリスきずな文庫、ISBN 978-4434349676

- UFOがくれた夏
  - 2013年7月、アルファポリス、ISBN 978-4434181689
  - 2014年7月、（上）アルファポリス文庫、ISBN 978-4434193804
  - 2014年7月、（下）アルファポリス文庫、ISBN 978-4434193811
  - 2016年6月、（軽装版）アルファポリス、ISBN 978-4434221026

- 幽霊屋敷のアイツ
  - 2017年7月、アルファポリス、ISBN 978-4434236075
  - 2018年7月、（上）アルファポリス文庫、ISBN 978-4434248009
  - 2018年7月、（下）アルファポリス文庫、ISBN 978-4434248016